# Violette Lecoq
Pour les articles homonymes, voir Lecoq.
 (juillet 2016).
Si vous disposez d'ouvrages ou d'articles de référence ou si vous connaissez des sites web de qualité traitant du thème abordé ici, merci de compléter l'article en donnant les références utiles à sa vérifiabilité et en les liant à la section « Notes et références ».
Violette Lecoq (ou Rougier, ou Rougier-Lecoq), née le 14 août 1912 à Paris où elle est morte le 28 septembre 2003, est une infirmière et une résistante française. Déportée au camp de concentration de Ravensbrück, elle y réalise des dessins qui témoignent de la réalité du camp. Ils sont présentés au procès de Ravensbrück à Hambourg comme pièces à conviction.

## Biographie
Violette Rougier-Lecoq nait le 14 aout 1912 dans une famille protestante. Elle est la sœur du comédien et pédagogue Jacques Lecoq.
En 1939, Violette Rougier-Lecoq décide de s'engager dans la Croix Rouge en tant qu'infirmière et d'accompagner l'armée française dans sa déroute. Elle est arrêtée à Angoulême en juin 1940 puis libérée à Paris le mois suivant. Elle part ensuite pour Compiègne, où elle crée un hôpital militaire et profite de sa position pour organiser l'évasion de prisonniers, leur fournissant tenues civiles et itinéraires. Fin 1940, elle retourne à Paris et intègre le réseau de renseignement et de résistance française "Gloria". Le réseau est infiltré par un faux résistant et Violette Rougier-Lecoq est arrêtée par la Gestapo en août 1942 pour faits de résistance.
Internée un mois à la Prison de la Santé, elle est transférée onze mois à Fresnes, puis trois semaines au Fort de Romainville. Le 31 octobre 1943, elle est déportée au camp de concentration de Ravensbrück dans un convoi de 42 résistantes françaises, qualifiées de NN (Nuit et Brouillard) et servant d’otages. Dix jours après leur arrivée, huit sont déjà mortes. 
D’abord assignée au Betrieb (usine), elle demande, en septembre 1944, à travailler comme infirmière au block 10, qui regroupe dans un premier temps les cas de tuberculose et de psychose avant de devenir le lieu des « premières sélections à gaz ». Elle y fait la connaissance du docteur Louise Le Porz.
Violette Rougier-Lecoq se met à illustrer clandestinement la réalité quotidienne des déportées au moyen de différents médiums artistiques (craie, encre, crayon) sur une variété de supports dérobés à « l’infirmerie » (papier de radiologie, papier vélin noir), alors qu’elle n’a jamais suivi de formation artistique. Ses scènes de vie sont, pour la plupart, datées et signées, laissant ainsi une trace indélébile des événements dont elle est témoin durant sa captivité. Certaines de ses créations sont titrées, souvent de manière ironique voire humoristique, afin de contrer l’humiliation, la violence et la déshumanisation de son internement. Au block 32, qui regroupe les détenues NN, elle côtoie cette autre artiste de Ravensbrück, la néerlandaise Aat Breur-Hibma.
Le 21 avril 1945, elle est libérée par la Croix Rouge suédoise du comte Bernadotte.
Les dessins de la résistante, considérés comme des preuves de premier ordre et des témoignages accablants de l'horreur des camps en l’absence de photographies, sont utilisés lors du Procès de Ravensbrück à Hambourg entre 1946 et 1947. L’ancienne détenue y fait également une déposition dans laquelle elle témoigne des meurtres et des expériences médicales auxquels elle a assisté.
En 1948, elle réunit certains de ses croquis retraçant de manière chronologique le parcours d'une femme au camp de Ravensbrück et les publie dans un album Témoignages 36 dessins à la plume Ravensbrück. La violente sincérité de son trait, qui transcende toute appréciation esthétique, donne à ces croquis une force définitive. Son ouvrage est publié une seconde fois en 1975.
En 1952, elle épouse Paul Rougier, ingénieur, avec qui elle vit jusqu’à sa mort en 1973. Elle s’inscrit aux Beaux-Arts de Paris et réalise notamment des dessins de paysages dans Saint-Aignan au temps de ses derniers seigneurs. Pendant plusieurs années, elle s’emploie, par des conférences dans des établissements scolaires parisiens, à communiquer aux nouvelles générations le récit de son expérience concentrationnaire et son entreprise testimoniale au moyen de ce que Janet Blatter définira de « l’art de l’Holocauste ».
Violette Rougier décède à son domicile parisien en septembre 2003. Elle repose au côté de son mari au cimetière de Palluau-sur-Indre (Indre).

## Controverse
Dans un entretien accordé à Diane Afoumado le 28 janvier 1991, Violette Rougier-Lecoq explique les motivations l'ayant menée à résister par le dessin, les conditions de création et la fonction testimoniale de l'art pendant son incarcération. Si elle énonce clairement dessiner pour exprimer son « besoin de s'évader » et pour garder une preuve de l'enfer des camps « après », des zones d'ombre demeurent sur les circonstances de production des croquis.
Certains auteurs affirment que l'ensemble de la production de Violette Rougier-Lecoq a été réalisé durant sa détention tandis que d'autres sont d'avis que les dessins ont été exécutés en deux temps : sur le vif, à l'intérieur du camp et de mémoire, à sa sortie de Ravensbrück. 
Ainsi, le manque d’information sur les lieux de conservation des œuvres et leur datation, l’état de conservation du papier, les différences de traitement pictural selon les techniques et l’alternance entre initiales et signature de l’artiste sur les esquisses, participe de l’ambiguïté ayant regard aux conditions dans lesquelles ses dessins ont été réalisés.

## Hommages

### Distinctions
- Chevalier de la Légion d'honneur
- Médaille de la Résistance française (décret du 31 mars 1947)[10],[11].

### Expositions
Dix-huit esquisses de Violette Rougier-Lecoq sont conservées dans les collections des Archives nationales de Londres. Ce sont les preuves ayant servi lors du procès de Hambourg. Le Musée de l’Ordre de la Libération de Paris, quant à lui, possède dix originaux sur don de l’artiste tandis que le Mémorial de Ravensbrück expose, dans son exposition permanente, des copies tirées de Témoignages 36 dessins à la plume Ravensbrück, et des reproductions d’originaux du Musée de l’Ordre de la Libération de Paris.
Ses dessins font l'objet d'une exposition à Mondeville de juillet à août 2015.